# Paul Bennewitz
Paul Bennewitz (n. 29 septembrie 1927 - d. 23 iunie 2003) a fost un om de afaceri american și investigator OZN care a lansat mai multe conspirații privind OZN-urile în anii 1980.

## Prezentare generală
O singură dată candidat pentru un doctorat în fizică, Bennewitz a afirmat că există un complot care implică o rețea extinsă de baze OZN care doresc colonizarea extraterestră și controlul rasei umane. După ce a văzut sesiunile de hipnoză cu Myrna Hansen, care a pretins că a avut experiențe cu OZN-uri, el a devenit convins că mutilarea bovinelor s-ar datora extratereștrilor. Ca urmare, Bennewitz a afirmat că a descoperit dovezi ale controlului extratereștrilor asupra omului prin intermediul dispozitivelor electromagnetice, și în plus, a susținut că OZN-urile au zburat în mod regulat în apropiere de Kirtland și Manzano lângă zona de testare și de depozitare a armelor nucleare de la Coyote Canyon.
Convins că a interceptat comunicațiile electronice provenite de la nave spațiale extraterestre situate lângă Albuquerque, New Mexico, Bennewitz a crezut că a aflat locul unei baze secrete extraterestre pe care el a numit-o Dulce Base. Până în 1982, Bennewitz a început să-și răspândească altora ideile cu privire la această bază. În 1988 el a scris o lucrare intitulată "Proiectul Beta" în care a detaliat modul în care această bază ar putea fi atacată cu succes.
Bennewitz a detaliat afirmațiile sale la Aerial Phenomena Research Organization (Organizația de cercetare a fenomenelor aeriene), care l-a considerat ca fiind un paranoic care se autoamăgește. Ufologul William Moore susține că a încercat să-l vindece pe Bennewitz, care a fost internat de trei ori într-o instituție de sănătate mintală după ce a suferit de paranoia severă delirantă, în urma unei căderi mentale datorată informațiilor sale false despre extratereștri.